# بول مونتانا
بول مونتانا (انگلیسی: Bull Montana؛ ۱۶ مه ۱۸۸۷ – ۲۴ ژانویهٔ ۱۹۵۰) کشتی‌گیر حرفه‌ای و بازیگر ایتالیایی-آمریکایی بود.
از فیلم‌هایی که وی در آن نقش داشته‌است، می‌توان به ساده‌لوحی از پادوکا، مشتاق ازدواج، پذیریش مردمی، نمایش نمایش‌ها،  پسر شیخ، درنگ کن، ببین و گوش کن، خبر مهم و جالب، چهار سوار سرنوشت، فلش گوردون، بدشانس، پیروزی، و جزیره گنج اشاره کرد.